# Лозинський Іван Миколайович
Іва́н Микола́йович Лози́нський (1 травня 1927, с. Ляшки Муровані, тепер с. Муроване Старосамбірський район Львівська область — 23 липня 1992, Львів) — український літературознавець, бібліограф. 

## Життєпис
Закінчив 1951 року Львівський університет. Від 1952 року під керівництвом Іларіона Свєнціцького, навчався в аспірантурі при інституті суспільних наук АН УРСР у Львові за спеціальністю «історія польської літератури»; від 1957 року працював бібліографом Львівської бібліотеки іноземної літератури, яку згодом і очолив; від 1976 року (після реорганізації бібліотеки) — завідувач відділу літератури іноземними мовами Львівської обласної універсальної наукової бібліотеки.

Досліджував літературу європейських народів, насамперед слов’ян. Декілька ґрунтових розвідок присвятив І. Огієнкові та проблемі книгодрукування в Україні. У 1970-х роках — член редколегії та дописувач журналу «Українське слов’янознавство». Опублікував і прокоментував у періодиці оригінальні листи польських письменників Л. Кручковського, В. Бронєвського, Б. Шульца, М. Домбровської, Л. Пастернака, В. Василевської, Є. Путрамента та інших. Уклав низку бібліографічних покажчиків, серед них — «Стефан Жеромський в Українській РСР», «Т. Г. Шевченко в німецьких перекладах та критиці (1843–1917)» (обидва — 1968), «Данте Алігієрі в Українській РСР» (1970), «Владислав Бронєвський в Українській РСР» (1971), «Львівський період життя і творчості Тадеуша Боя-Желенського (1939–1941)» (1984; усі — Львів), «І. Франко і Я. Врхліцький» (1986), а також дослідження «Польські фрашки» (Київ, 1990). Автор низки статей в УЛЕ, УРЕ та видання «Радянська енциклопедія історії України», готував матеріали до видання «Шевченківського словника» (1976—1977). Також є автором статей про творчість Юліана Тувіма, Анрі Барбюса, Байрона, Яна Кохановського, Івана Франка, Віктора Гюго, Тадеуша Боя-Желенського та інших. Автор понад 400 публікацій українською, російською, польською, чеською мовами. Брав участь у славістичних наукових конференціях, конгресах, симпозіумах.

Помер 23 липня 1992 року у Львові. Похований у с. Мурованому.